# Arcade (architecture)
Pour les articles homonymes, voir Arcade.

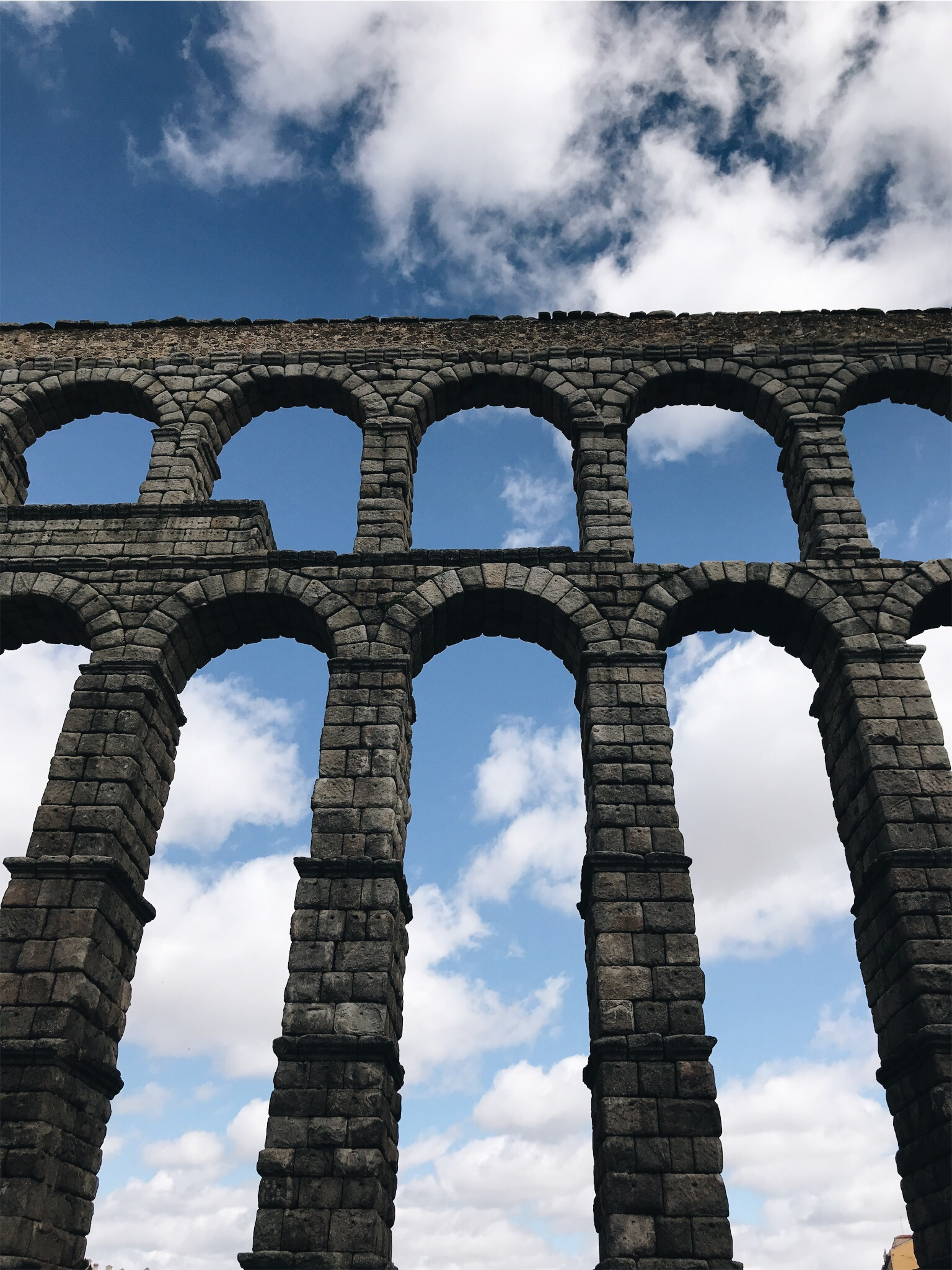
L'architecture romaine faisait un grand usage des arcades, pour structurer de vastes édifices civils tels que les aqueducs (comme ici celui de Ségovie), les amphithéâtres, les théâtres, les thermes, etc.

Une arcade est une série ordonnée d'arcs. Elle peut désigner aussi l'ouverture pratiquée sous chacun de ces arcs dans un mur ou l'ouverture formée d'un arc et de ses deux montants. Elle est qualifiée du nom de l'arc dont elle a la forme (arcade en plein cintre, en tiers-point, etc.). La série de petits arcs de décor d'un mur en sa partie basse ou en sa partie haute ou sur son devant constitue l'arcature.
Le terme peut aussi désigner une ouverture dans un mur (une baie) qui est cintrée en suivant diverses formes d'arc. Dans ce cas, elle peut être :
- aveugle : arcade dont l'ouverture est bouchée par un parement de muraille dont le profil d'archivolte forme une saillie ;
- fausse : arcade simulée dont le fond est bouché par une surface verticale ;
- feinte : arcade simulée et peinte, afin de rétablir une symétrie avec une arcade réelle ;
- géminée : arcade offrant l'aspect de deux arcades jumelles juxtaposées formée par deux demi-cercles tangents par l'une de leurs extrémités ;
- inscrite : arcade géminée inscrite dans une grande arcade ;
- lobée : arcade décorée et découpée dans des proportions de demi-cercle (les lobes), qui entre dans la décoration et l'ornementation de l'archivolte. Dans l'art roman et gothique, on trouve des arcades trilobées, quadrilobées et quintilobées ;
- praticable ou réelle : arcade donnant la possibilité de circuler en offrant un passage direct ;
- quadripartite : arcade divisée en quatre parties.

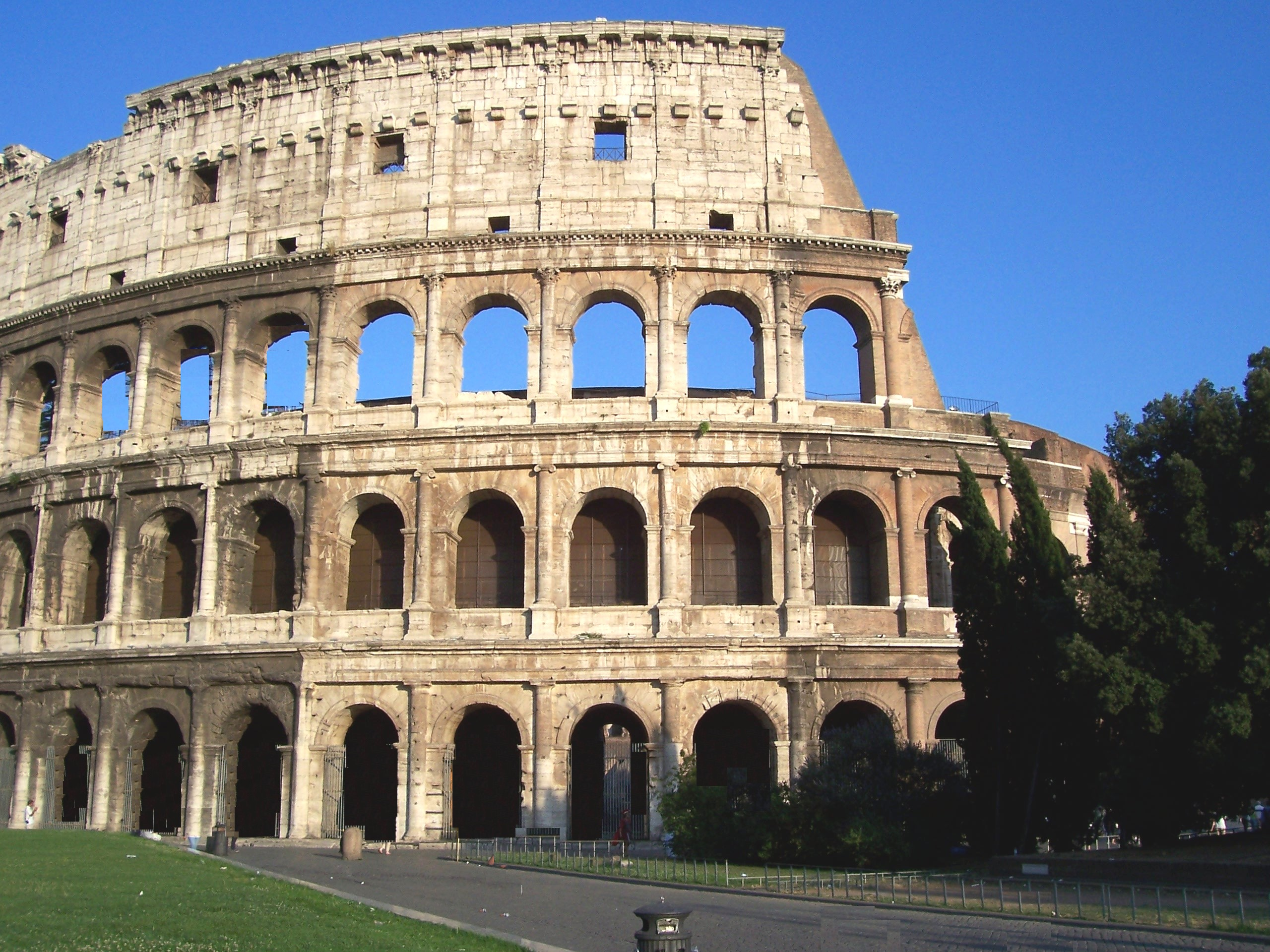
Les trois niveaux d'arcades des façades externes du Colisée de Rome.
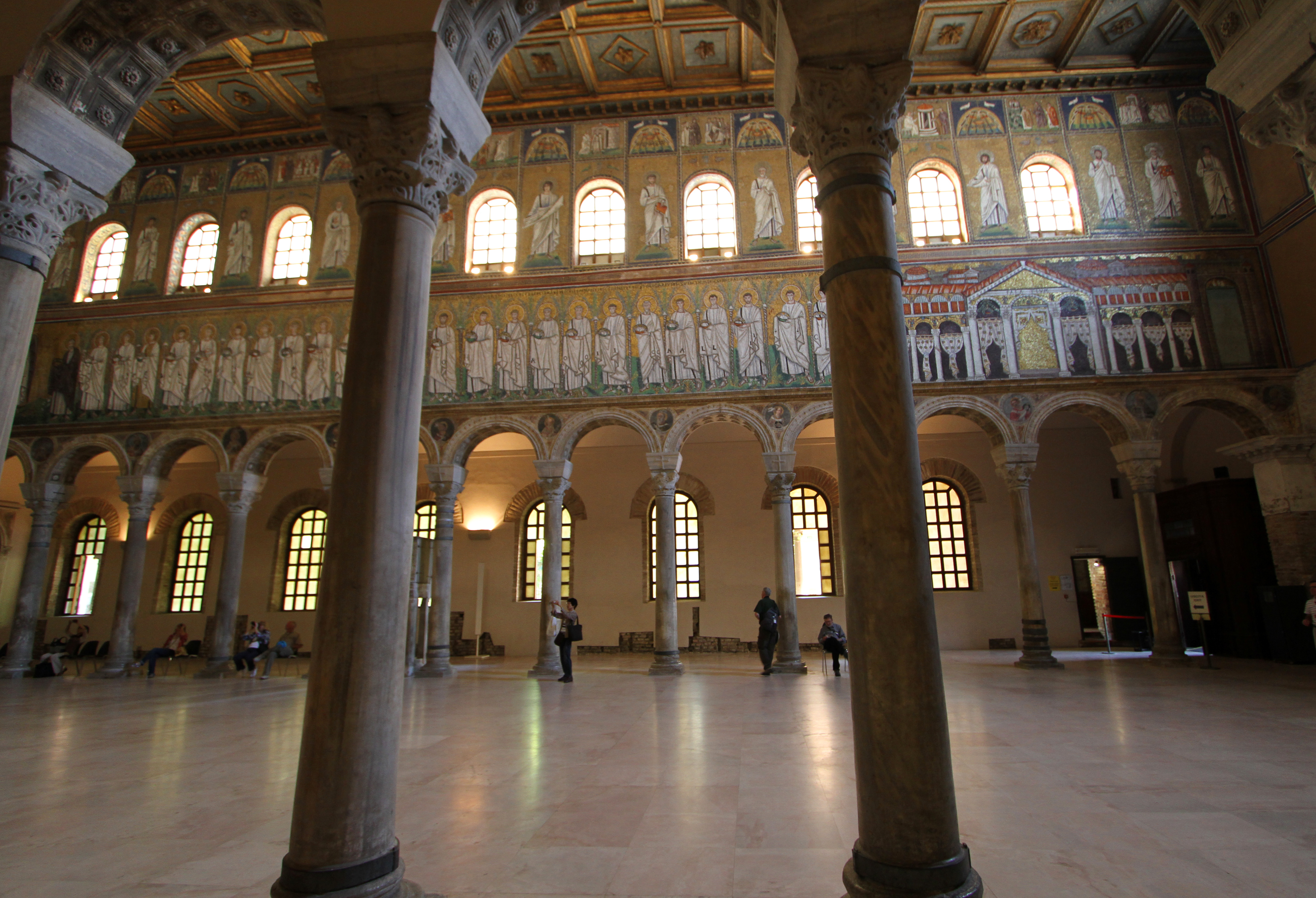
Arcades paléochrétiennes des colonnades et des fenêtres de la basilique Saint-Apollinaire-le-Neuf de Ravenne (Ve – VIe siècle).
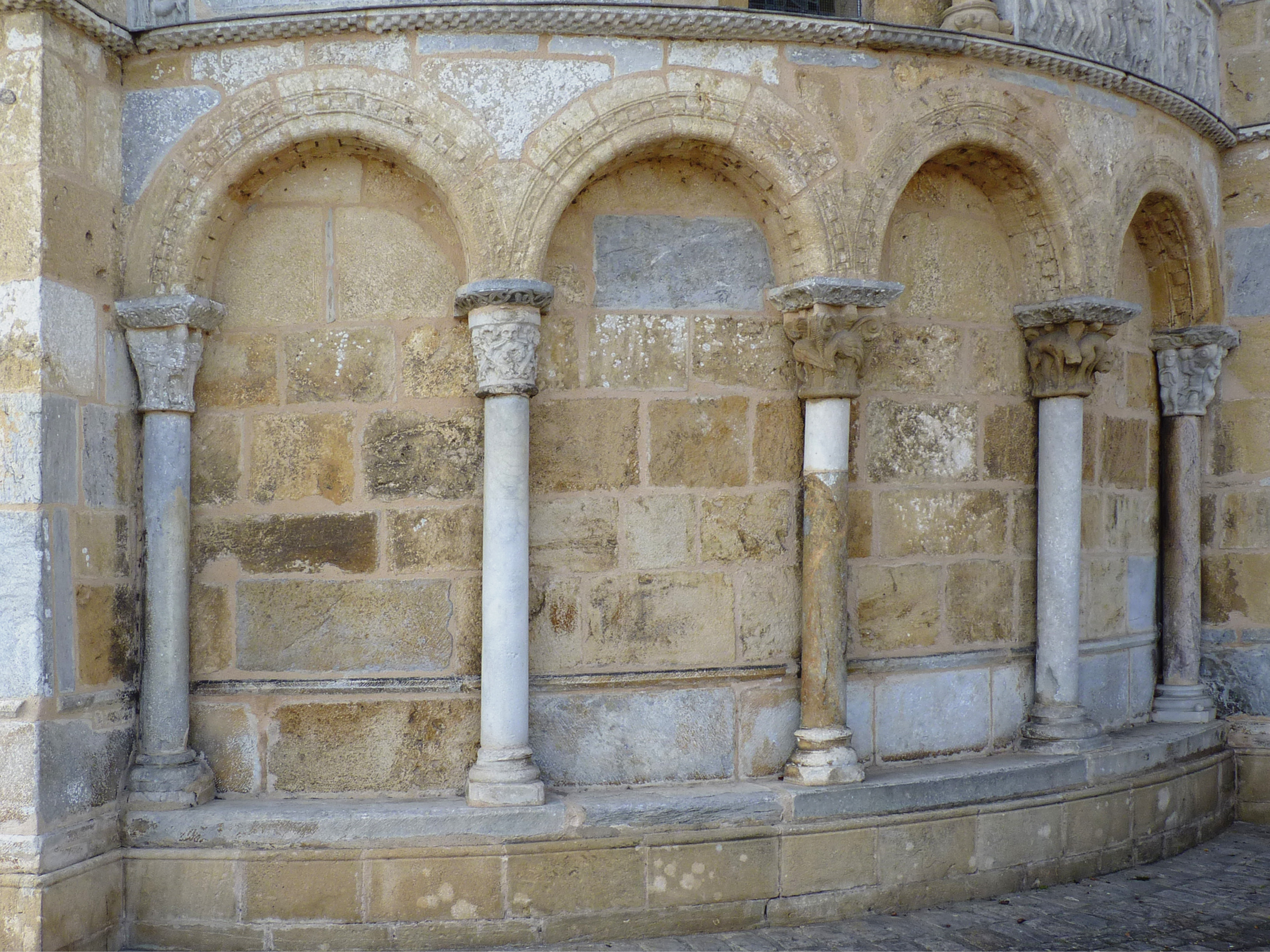
Arcades aveugles romanes de l'église Saint-Paul de Saint-Paul-lès-Dax.
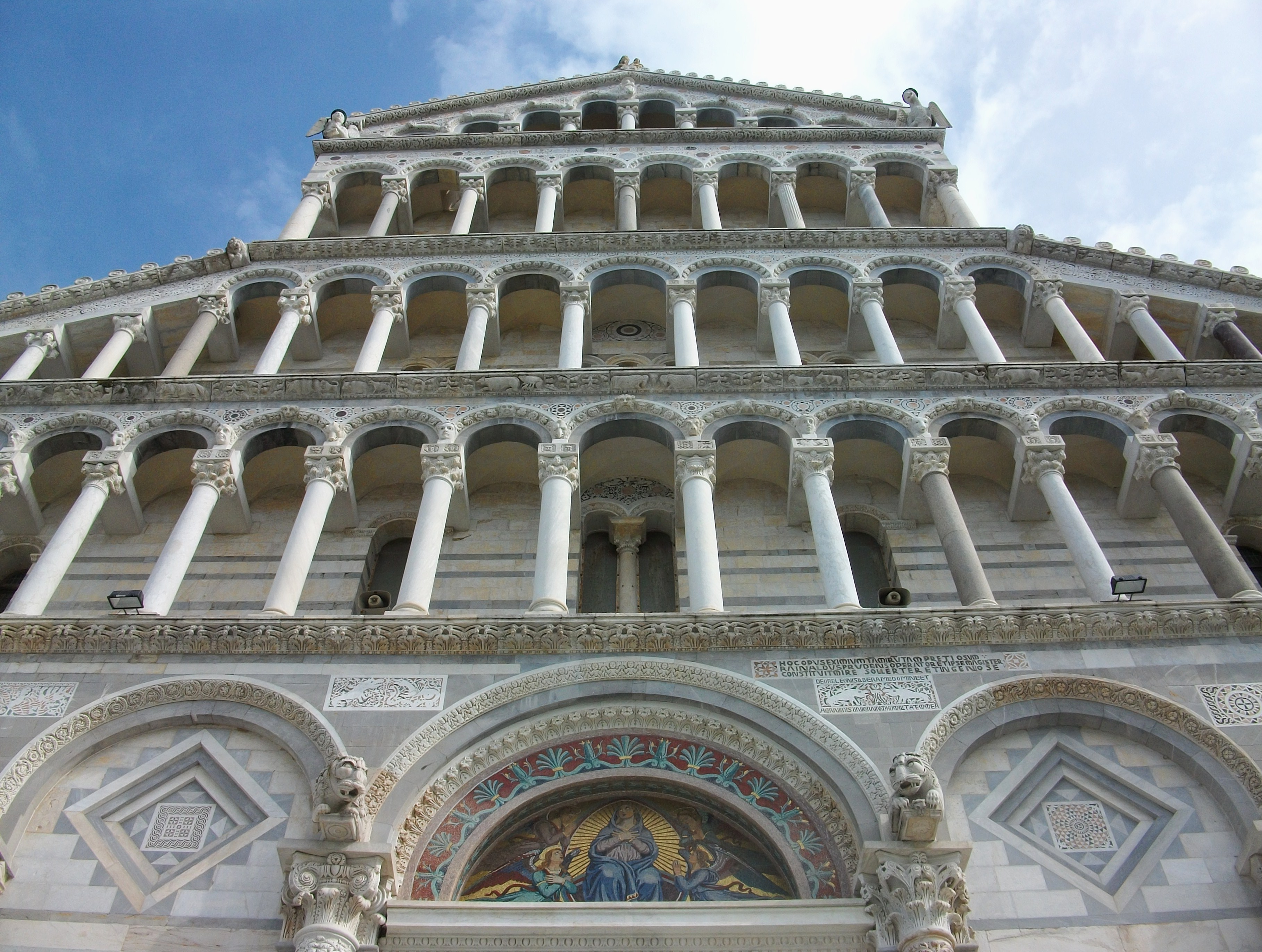
Arcades romanes ornant la façade de la cathédrale de Pise.
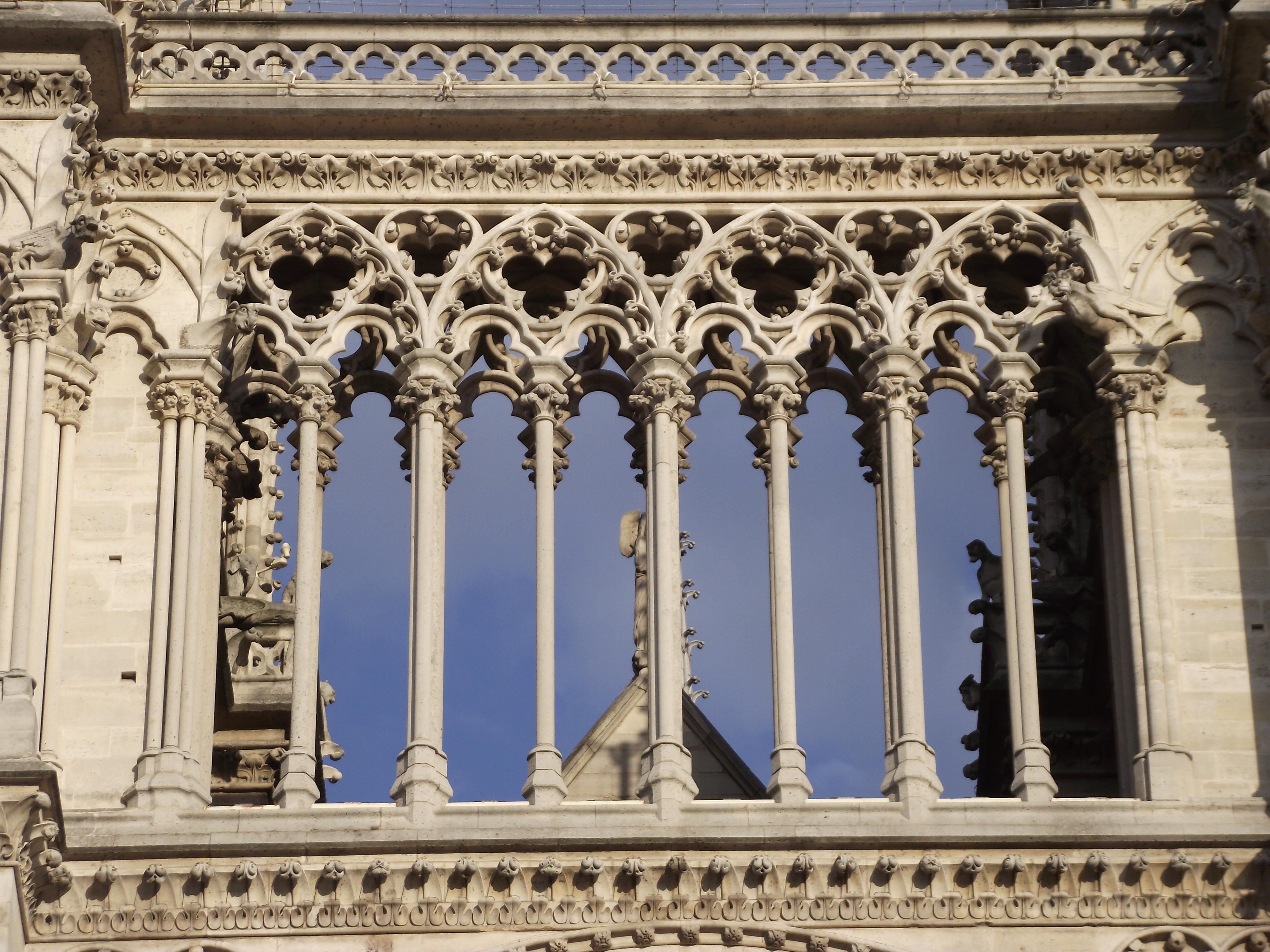
Arcades gothiques formant la galerie des chimères de Notre-Dame de Paris, constitués de quatre doublets d'arcades géminées inscrites, avec des arcs lobés.

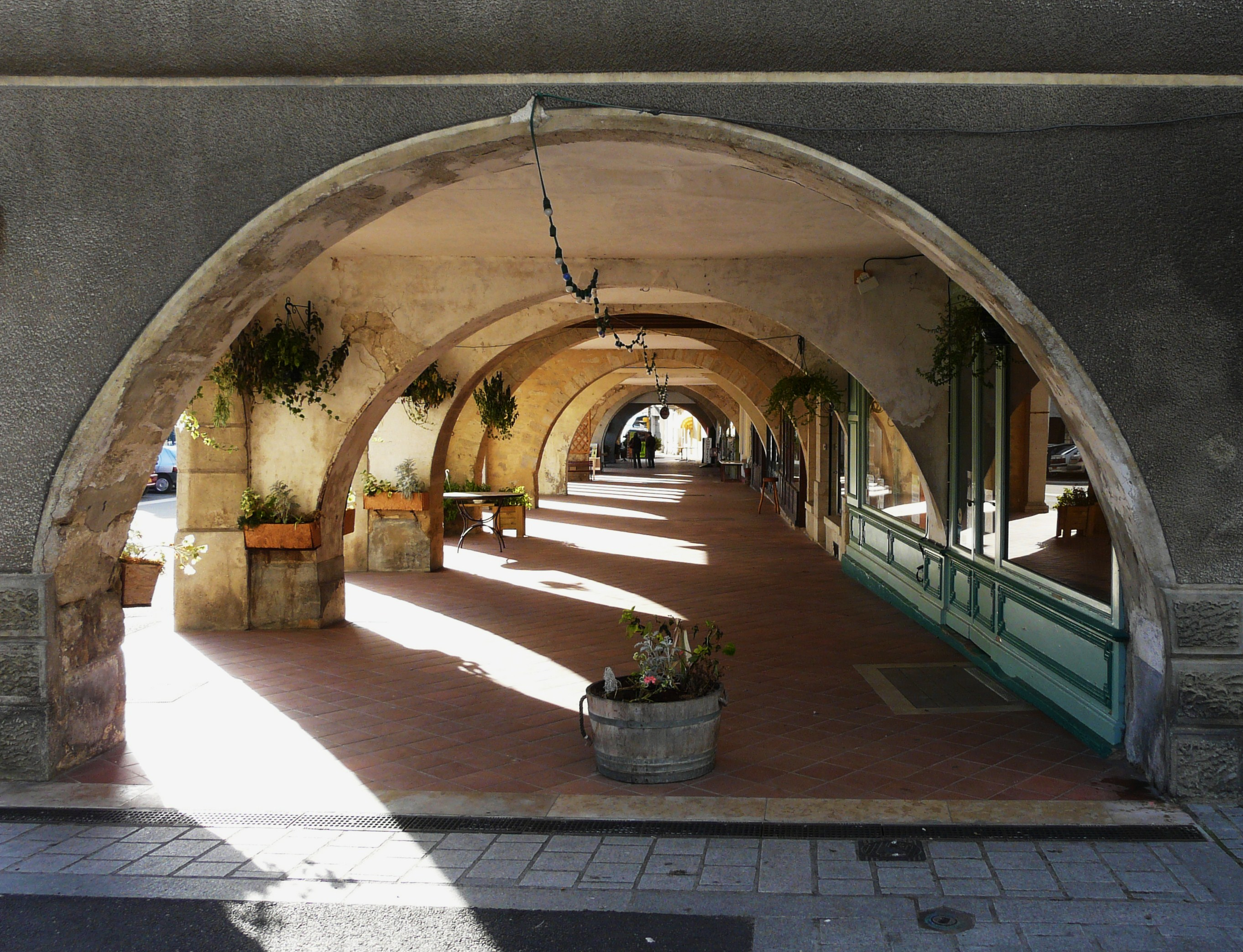
Galerie couverte à arcades à Monségur.
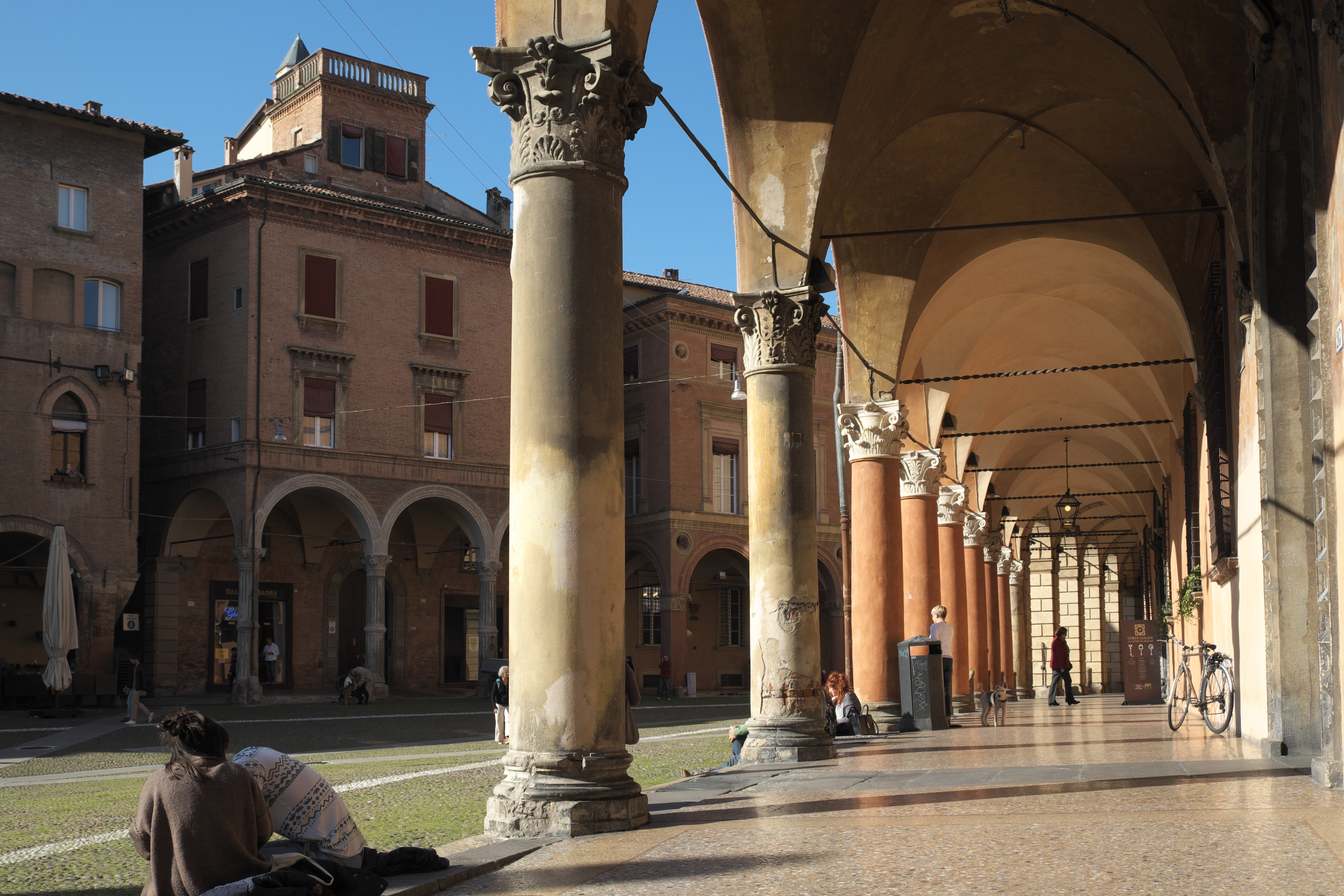
Les arcades de Bologne occupent une grande partie des rez-de-chaussée du centre-ville de Bologne.

## Arcades remarquables
- Les arcades de Bologne courent sur 38 km.